# Shaktismo

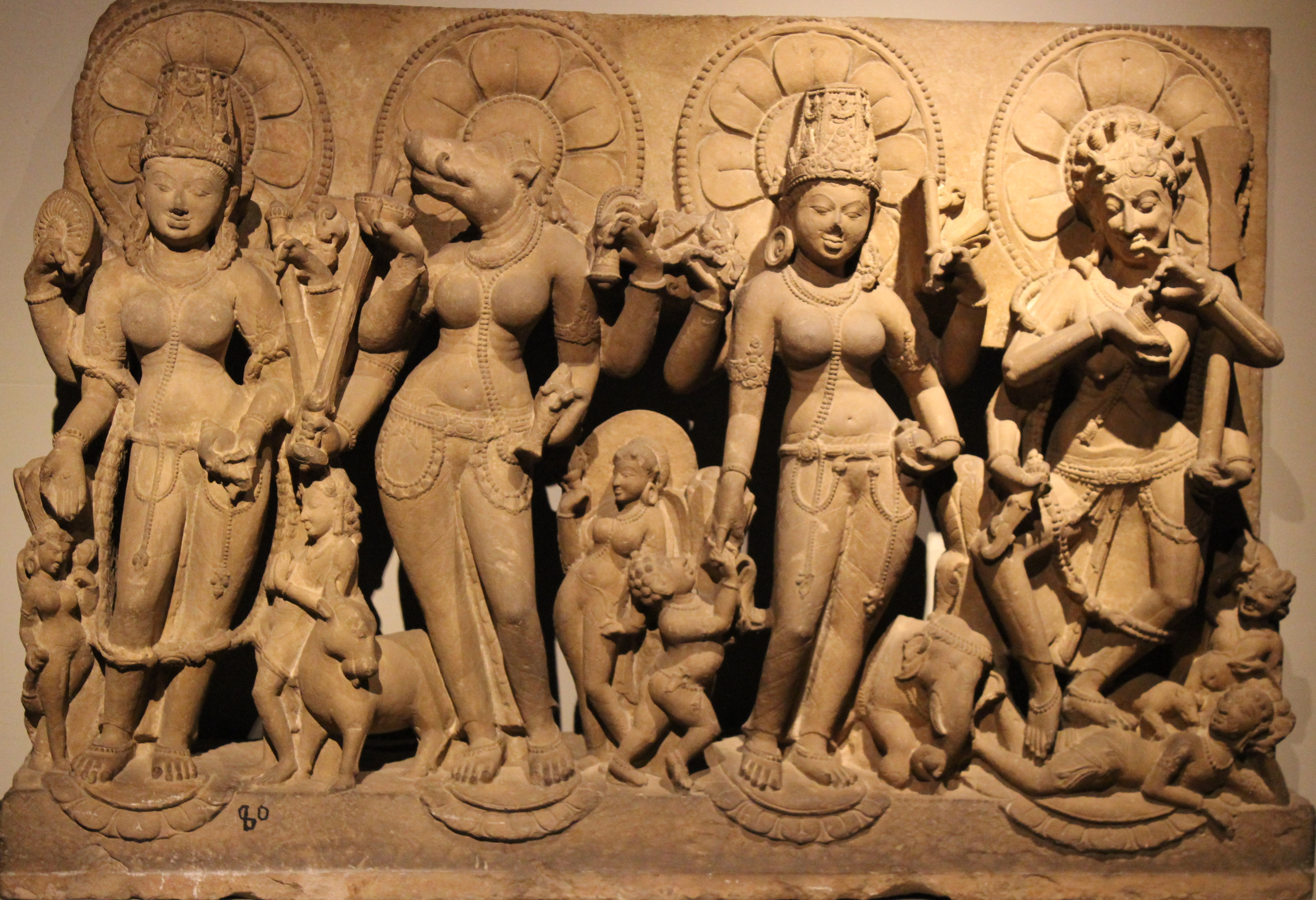
Shaktismo é uma tradição centrada na deusa do hinduísmo

O shaktismo (sânscrito: Śāktaṃ, शाक्तं; lit., "doutrina do poder" ou "doutrina da Deusa") é uma vertente do Hinduísmo que concentra a sua adoração em Parvati – a Divina Mãe hindu, assim como suas várias manifestações, como Durga e Kali, e outras deusas como Lakshmi e Sarasvati, consideradas formas diferentes da mesma Divindade. Juntamente com o Xivaísmo e o Vaishnavismo, faz parte das primeiras escolas do Hinduísmo.
Os adeptos do Shaktismo veem Devī (lit., " a Deusa") como o próprio Brahman Supremo, "o único", e considerando todas as outras formas de divindade, femininas ou masculinas, como meras manifestações.
Em relação à sua filosofia e prática em particular, o Shaktismo lembra o Xivaísmo. No entanto, os praticantes Shakta (Sanskrit: Śākta, शाक्त), do Shaktismo, concentram a grande parte da sua devoção a Shakti, que representa a energia ou poder; e Prakriti, que significa matéria, ambos aspectos femininos da Divindade na visão do Shaktismo. Shiva, o lado masculino da divindade, é considerado exclusivamente transcendente, representando o conceito de Purusha (que significa Espírito) e a sua adoração tem um papel de apoio.
As raízes do Shaktismo têm origem na Índia pré-histórica. Desde a primeira imagem conhecida da Deusa no paleolítico, há mais de 22.000 anos, até ao aperfeiçoamento do seu culto na Civilização do Vale do Indo, passando por um obscurecimento parcial durante o período védico, e posterior rejuvenescimento e expansão na tradição sânscrita clássica, tem sido sugerido que, de muitas formas, "a história da tradição hindu pode ser vista como um reaparecimento do feminino.".
Através da  sua história, o Shaktismo inspirou vários trabalhos da literatura sânscrita e da filosofia hindu e continua a influenciar profundamente o hinduísmo actual. O Shaktismo não só é praticado em todo o subcontinente indiano mas também noutras regiões, de formas diversas, tanto tântricas como não-tântricas; no entanto, as duas maiores escolas são a Srikula (lit., familia de Sri), com forte implantação no Sul da Índia,e a Kalikula (familia de Kali), na região Norte e Leste do país.